# Nýidalur
Koordinaten: 64° 42′ 27″ N, 18° 1′ 16″ W
Das Nýidalur ist ein Tal im isländischen Hochland. Das Tal trägt auch den Namen Jökuldalur, der früher gebräuchlicher war. 
Es liegt südlich des Tungnafellsjökulls. Durch das Tal fließt die Nýjadalsá, die zur weiter zur Þjórsá strömt. Die Sprengisandsleið  führt am Westende dieses Tals vorbei. An dieser Piste unterhält isländische Wanderverein Ferðafélag Íslands (FI) zwei Hütten namens Nýidalur. 